# Platearius
Platearius (italienisch Plateario) ist der Name einer Ärztefamilie aus der Schule von Salerno. Die namentlich bekannten Mitglieder der Familie lebten im 11. und 12. Jahrhundert. Zu den einzelnen Personen liegen keine gesicherten Informationen vor, über ihr Leben, das Verhältnis zueinander und nicht zuletzt zur Autorenschaft einiger zentraler Werke der Schule werden seit dem Mittelalter sehr widersprüchliche Angaben gemacht. Zum Teil wird auch nur Platearius als Autorenname genannt.
Mitglieder der Familie waren:
- Johannes Platearius der Ältere gilt als Begründer der Familie. Seine Lehrtätigkeit ist durch Zitate gesichert, allerdings ist unklar, ob er selbst als Autor tätig war. Möglich ist, dass er eine Practica verfasst hat.
- Johannes Platearius der Jüngere gilt als Sohn des älteren Johannes. Er ist wohl der Verfasser einer Practica brevis, die in De egritudinum curatione im Codex Salernitanus ausgiebig rezipiert wird.
- Matthäus Platearius der Ältere, evtl. Sohn oder Bruder des jüngeren Johannes und
- Matthäus Platearius der Jüngere sind kaum voneinander zu trennen. Ein Matthäus gilt als möglicher Verfasser der Arzneimittellehre Circa instans und Lehrer des Maurus von Salerno.

In der neueren Literatur wird Archimatthäus von Salerno teils mit einem Matthäus Platearius gleichgesetzt. Er ist Autor von De instructione medici über das Verhalten des Arztes am Krankenbett und Grundlehren der Diagnostik und Therapie sowie der ehemals Copho zugeordneten Schrift De modis medendi (auch Ars medendi).
Die sogenannten Platearius-Glossen, auch bekannt als Liber iste, stammen wohl von keinem der Genannten.